# Kip Taylor
LaVerne Harrison „Kip” Taylor (Ann Arbor, Michigan, 1907. november 25. – Ann Arbor, Michigan, 2002. július 17.) amerikai amerikaifutball-játékos és- edző, 1949 és 1954 között az Oregon State Beavers vezetőedzője.

## Játékosként
A Pioneer középiskolában amerikai futballozott és kosárlabdázott. A Michigani Egyetemen 1931-ben tanárdiplomát szerzett, illetve a Michigan Wolverines játékosa volt. Első touchdownját 1927-ben szerezte.

## Edzőként
Először az indianai George Rogers Clark, majd 1940-től a Pioneer középiskola edzője volt. Hat szezonjából három veretlen. 1946 januárjában a Syracuse Orange, 1947–1948-ban pedig a Michigan State Spartans munkatársa volt.
1949-ben az Oregon State Beavers vezetőedzője lett. 1951-ben az edzők között elsőként csapatába feketék is bekerültek (Bill Anderson és Dave Mann). A rossz eredmények miatt 1954. november 22-én Taylor és teljes stábja lemondott.

## Visszavonulása után
A portlandi Columbia Edgewater Country Club és a Michigani Egyetem golfpályának vezetését követően 1972-ben vonult nyugdíjba. 2002-ben hunyt el.

## Eredményei vezetőedzőként
| Év                                              | Eredmény                                        | Eredmény                                        | Helyezés                                        |
| Év                                              | Összesített                                     | Konferencia                                     | Helyezés                                        |
| Oregon State Beavers (Pacific Coast Conference) | Oregon State Beavers (Pacific Coast Conference) | Oregon State Beavers (Pacific Coast Conference) | Oregon State Beavers (Pacific Coast Conference) |
| ----------------------------------------------- | ----------------------------------------------- | ----------------------------------------------- | ----------------------------------------------- |
| 1949                                            | 7–3                                             | 5–3                                             | 5.                                              |
| 1950                                            | 3–6                                             | 2–5                                             | 8.                                              |
| 1951                                            | 4–6                                             | 3–5                                             | 6.                                              |
| 1952                                            | 2–7                                             | 1–6                                             | 9.                                              |
| 1953                                            | 3–6                                             | 3–5                                             | 6.                                              |
| 1954                                            | 1–8                                             | 1–6                                             | T-8.                                            |
| Összesen:                                       | 20–36                                           | 15–30                                           |                                                 |

## Fordítás
- Ez a szócikk részben vagy egészben  a   Kip Taylor című angol Wikipédia-szócikk ezen változatának fordításán alapul.  Az eredeti cikk szerkesztőit annak laptörténete sorolja fel. Ez a jelzés csupán a megfogalmazás eredetét és a szerzői jogokat jelzi, nem szolgál a cikkben szereplő információk forrásmegjelöléseként.